# Desman
Desman (Desmana) – rodzaj ssaków z podrodziny kretów (Talpinae) w obrębie rodziny kretowatych (Talpidae).

## Zasięg występowania
Rodzaj obejmuje jeden żyjący współcześnie gatunek występujący w Ukrainie, Rosji i Kazachstanie.

## Morfologia
Długość ciała (bez ogona) 193–240 mm, długość ogona 180–210 cm; masa ciała 370–450 g.

## Systematyka
Rodzaj zdefiniował w 1777 roku niemiecki przyrodnik Johann Anton Güldenstädt na łamach Beschäftigungen der Berlinischen Gesellschaft Naturforschender Freunde. Na gatunek typowy wyznaczył (oznaczenie monotypowe) desmana ukraińskiego (D. moschata).

### Etymologia
- Desmana (Desman, Desmanus): fr. desman, niem. desman ‘desman’, od szw. desman råtta ‘szczur piżmowy’, od desman ‘piżmo’[18].
- Mygale (Myale, Myogalea): gr. μυγαλη mugalē ‘ryjówka’, od μυς mus, μυος muos ‘mysz’; γαλεη galeē lub γαλη galē ‘łasica’[19]. Gatunek typowy (oznaczenie monotypowe): Castor moschatus Linnaeus, 1758.
- Caprios: gr. καπριος kaprios ‘jak dzik’, od κάπρος kapros ‘dzik’[20].
- Palaeospalax: gr. παλαιος palaios ‘stary, antyczny’; σπαλαξ spalax, σπαλακος spalakos ‘kret’[21]. Gatunek typowy (oznaczenie monotypowe): †Palaeospalax magnus Owen, 1846.
- Praedesmana: łac. prae ‘przed’[22]; rodzaj Desmana Güldenstaedt, 1777 (desman). Gatunek typowy (oryginalne oznaczenie): †Desmana thermalis Kormos, 1930.
- Pliodesmana: pliocen, od gr. πλειων pleiōn ‘więcej’, forma wyższa od πολυς polus ‘dużo’[23]; rodzaj Desmana Güldenstaedt, 1777 (desman). Gatunek typowy (oryginalne oznaczenie): †Desmana (Pliodesmana) jalpugensis Topachevskii & Pashkov, 1983.
- Galemodesmana: zbitka wyrazowa nazw rodzajów: Galomys Kaup, 1829 (wychuchol) i Desmana Güldenstaedt, 1777 (desman)[24]. Gatunek typowy (oryginalne oznaczenie): †Desmana (?) nehringi Kormos, 1913.

### Podział systematyczny
Do rodzaju należy jeden występujący współcześnie gatunek: 
- Desmana moschata (Linnaeus, 1758) – desman ukraiński

Opisano również kilkanaście gatunków wymarłych:
- Desmana inflata Rümke, 1985[27] (Hiszpania; pliocen)
- Desmana jalpugensis Topachevsky & Pashkov, 1983[11] (Ukraina; pliocen)
- Desmana kowalskae Rümke, 1985[28] (Polska; pliocen)
- Desmana kujalnikensis Pashkov & Topachevsky, 1990[29] (Ukraina; pliocen)
- Desmana magna (R. Owen, 1846)[9] (Wielka Brytania; plejstocen)
- Desmana marci Minwer-Barakat, García-Alix, Martín-Suárez & Freudenthal, 2020[30] (Hiszpania; pliocen)
- Desmana meridionalis Topachevsky & Pashkov, 1990[31] (Ukraina; pliocen)
- Desmana moldavica Pashkov & Topachevsky, 1990[32] (Ukraina; pliocen)
- Desmana nehringi Kormos, 1913[33] (Węgry; pliocen)
- Desmana nogaica Topachevsky & Pashkov, 1990[34] (Ukraina; miocen)
- Desmana polonica Pashkov & Topachevsky, 1990[35] (Polska; pliocen)
- Desmana thermalis Kormos, 1930[36] (Rumunia; plejstocen)